# Vjása
Vjása (v dévanágarí व्यास), také Véda Vjása (celé jméno - Šrí Kršna Dvaipájana Vjása), znamená v českém překladu společně s přízviskem véda: uspořadatel véd. Podle Višnu Purány 3.3 tuto funkci zastává v každé Dvápara juze jiný mudrc. Současný Vjása
je také znám pod přízviskem Kršna Dvaipájana, což se týká jeho vzhledu (tmavá pleť) a místa narození (na ostrově, dvípa). Slovo vjása znamená uspořádat, rozlišit nebo popsat a označuje uspořadatele véd, komentářů k nim a jiných doplňujících děl védské literatury. Jeho nejznámějším dílem je rozsáhlý staroindický epos Mahábhárata, jehož součástí je Bhagavadgíta (kapitoly 25-42 knihy Bhíšmaparvan), kde vystupuje jako moudrý rádce Kuruovců a Pánduovců. Podle Bhágavata Purány 1.3.21 je avatárem boha Višnua a jedním z osmi nesmrtelných (čirandžíva). Podle této Purány a Mahábháraty je synem převoznice Satjavatí a světce Parášary. Narodil se na jednom z ostrůvků řeky Jamuny blízko Kalpi v Džalaun, stát Uttarpradéš. Již jako dítě byl Vjása tak moudrý, že byl považován za dospělého a již od mládí se podřídil asketické disciplíně světců.

## Život a dílo
Je skoro nemožné historicky doložit, kdy Vjása žil na základě děl, která jsou mu přiřčena. Někteří historici se domnívají, že tato díla vznikla na základě historických událostí, jiní naopak tvrdí, že se jedná o legendy, filosofická pojednání a polohistorická díla ze starověké Indie.

### Vjása a védy
Podle hinduistické tradice uspořádal Vjása védy do čtyř částí (Rgvéd, Sámavéd, Jadžurvéd a Atharvavéd). Prapůvodní véda byla pouze jedna a prakticky nepochopitelná. Na základě tohoto uspořádání vznikla pozdější filosofická a liturgická pojednání (Brahmasútry, Upanišady a Purány), ale i epická díla (Itihásy). Není zcela jasné, jestli je autorem všech těchto děl Véda Vjása sám nebo společně s několika učenci, nebo zda všechna díla vznikala v určitých časových obdobích. Podle hinduistické tradice je trvání světů omezené časem. Proto světy vznikají a zanikaji. V Súrjasiddhánta Upanišadě je následující vysvětlení:
Na začátku evoluce – mahákalpa – v první den a noc Brahmy (8 640 000 000 let)– přichází kosmické vyjasnění a stvoření světa. Toto je věčný evoluční proces v makrokosmu. V tomto věčném koloběhu není nic ztraceno navždy. Proto je možné, že velcí zřeci upanišad považují nejvyššího neprojeveného purušu za nejvýše dosažitelný cíl života, protože je mimo kosmický den a noc. I když svět a tělo jsou zničeny, Brahmá není zničen nikdy. Světy přicházejí a odcházeji, ale Brahmá, zdroj všeho, zůstává neměnný.

### Vjása a Mahábhárata
Autorství Mahábháraty(v dévanágarí महाभारत) je tradičně připisováno Vjásovi. Co se ale délky a rozsahu tohoto eposu týká, je možné, že autorů bylo více a různé části byly přidávány postupně. Nejstarší děj Mahábháraty spadá do védského období (3000 př. n. l.) a jeho nejmladší části spadají do období Gupta (400 př. n. l.).[zdroj?]

### Vjása a Bhagavadgíta
Bhagavadgíta byla pravděpodobně dokončena v období kolem roku 200 př. n. l. Je rozdělena na 18 zpěvů (kapitol) a dohromady má 700 veršů. Podle tradice je však nedílnou součástí Mahábháraty, jejíž děj se odehrává přibližně v letech 3200 - 3100 př. n. l. (Mahábhárata - kapitola 25-42 knihy Bhíšmaparvan).

### Vjása a Purány
Vjása sepsal většinu Purán. Poslední z nich byla Bhágavata Purána, nazývaná nigama kalpa taror galitam phalam, zralý plod stromu védské literatury, a veda-sammitám, na stejné úrovni jako čtyři védy.

### Vjása a buddhismus
Vztah Vjásy k buddhismu je ve spojitosti s osvíceným bódhisattvou. Bódhisattva ví, že přijde čas, že vědění o cestě k osvobození zanikne a přijme slib, že bude následovat dlouhou cestu bódhisattvy, aby mohl odkrývat zapomenuté vědění a ukazovat cestu k osvobození nirvána. Ideál bódhisattvy nabyl na významu až se vznikem pozdějších směrů buddhismu jako je mahájána a vadžrajána.